# Aeolothrips terrestris
Aeolothrips terrestris är en insektsart som beskrevs av Bailey 1951. Aeolothrips terrestris ingår i släktet Aeolothrips och familjen rovtripsar. Inga underarter finns listade i Catalogue of Life.